# Bikkia
Bikkia es un género con 31 especies de plantas con flores perteneciente a la familia Rubiaceae. Es originario de las Filipinas y se extiende por el oeste del Océano Pacífico.

## Especies deBikkia
- Bikkia alyxioides S.Moore
- Bikkia artensis Guillaumin
- Bikkia australis DC.
- Bikkia bridgeana F.Muell.
- Bikkia campanulata Schltr.
- Bikkia commerconiana K.Schum.
- Bikkia kaalaensis Halle & Jeremie
- Bikkia lenormandii Halle & Jérémie
- Bikkia pachyphylla Guillaumin
- Bikkia tetrandra A.Gray